# Fatiya Diene Mazza
Fatiya Diene Mazza est une designer et architecte sénégalaise. Elle est la fondatrice du cabinet d'architecture ID+EA (Innovating Design+ Engineered architecture) basé à Dakar au Sénégal.

## Biographie

### Enfance et débuts
Fatiya Diene Mazza est née au Sénégal d'un père architecte. En 2022, elle est âgée de 38 ans. Elle grandit au Plateau à Dakar, près de la corniche. Elle fait une partie de ses études secondaires au Lycée Jean Mermoz de Dakar. Elle est diplômée de l'université du Nord-Est à Boston aux États-Unis où elle obtient une licence en architecture en 2007 et un master en 2008.

### Carrière
Fatiya Diene Mazza travaille pendant quelques années au sein du célèbre cabinet américain d'architecture Hok, à San Francisco où elle participe à la conception des projets de l’aéroport international de Doha au Qatar et de l’aéroport de Salt Lake City, aux États-Unis. En 2010, elle quitte les Etats-Unis et s'installe au Brésil où elle réside pendant quatre ans entre São Paulo et le Nordeste.
Elle s'installe par la suite au Sénégal et crée le cabinet architecture ID+EA en 2015. A travers son bureau d'architecture,  elle réalise de multiples travaux de construction d'immeubles et de restauration de bâtiments. Fatiya Diene Mazza conçoit avec son équipe plusieurs édifices publics sénégalais. 
Elle est principalement connue  pour avoir conçue la gare de la nouvelle ville sénégalaise Diamniadio en 2021. Inaugurée en 2021, la gare de Diamniadio s'étend sur une surface d’environ 10 000m² et est composée d’un bâtiment principal haut de 15,5 avec une capacité de 9150 passagers par jour et de quatre quais de 160 m de longueur.
Avec son cabinet ID+EA, elle travaille en 2022 à la restauration et l’agrandissement du siège de la Radiotélévision sénégalaise (RTS) construit dans les années 1990 par un architecte japonais. Le projet a couté 33 milliards de francs CFA, soit environ 50 millions d’euros. Le bâtiment est inauguré le 20 mars 2024 par le Président Macky Sall.
En 2024, elle livre la villa U:BIKWITI, une maison contemporaine en terre battue et à très faible impact environnemental qui s’inspire des bâtiments traditionnels sérère. La villa est située dans la commune de Nguerigne dans la région de Thiès.
Elle cite comme influences les architectes Koffi et Diabate, l’Irakienne Zaha Hadid, le japonais Tadao Ando, et Jean Nouvel.

## Réalisations
- La Gare de Diamniadio,
- Le Siège de la RTS Radiotélévision, sénégalaise[9],
- L’Institut des Activités Artistiques de Diamniadio,
- La Pouponnière de Guédiawaye[3],
- L’Agence NSIA Banque à Dakar,
- The Black Rock House,
- Le siège de la Banque Outarde,
- L'Orphelinat de Tambacounda,
- La Villa UBIKIWITI House à Mbour 2023[10].